# 음성 검출
음성 활동 감지(영어: Voice Activity Detection 또는 VAD)는 사람의 음성이 유/무를 검출하는 음성 처리에 적용되는 기술이다. "speech detection"이라고도 불린다. 주로 음성 인식과 음성 부호화 분야에서 사용된다. 이 기술은 음성 신호처리를 활성화시키거나 오디오의 비언어구간(non-speech section)에서 프로세서들을 비활성화시키기 위해서도 사용한다.

## 같이 보기
- 통신 소음